# Svaleava
Svaleava (ucraineană Свалява, maghiară Szolyva) este un oraș în partea de vest a Ucrainei, în regiunea Transcarpatia, pe Latorița. 

## Demografie
Componența lingvistică a orașului Svaleava
     Ucraineană (94,5%)
     Rusă (3,23%)
     Maghiară (1,44%)
     Alte limbi (0,59%)
Conform recensământului din 2001, majoritatea populației orașului Svaleava era vorbitoare de ucraineană (94,5%), existând în minoritate și vorbitori de rusă (3,23%) și maghiară (1,44%).